# Памятник Анне Лисицыной
Памятник Герою Советского Союза Анне Лисицыной — памятник в посёлке Рыбрека Прионежского района Республики Карелия. Установлен в 1959 году.

## Архитектура
Памятник представляет собой бронзовый подгрудный портрет героини. На постаменте из габбродиабаза закреплена мемориальная доска с надписью: «Герой Советского Союза Лисицына, Анна Михайловна 1922—1942».

## История создания
Решение об установке памятника Анне Лисицыной было принято в 1958 года во время юбилейного слёта, посвященного 40-летию ВЛКСМ. В течение года во всех комсомольских организациях шел сбор средств, проводились воскресники, созданный фонд составил 20 тыс. руб. На родине героини молодые горняки Онежского рудоуправления во внеурочное время изготовили диабазовый постамент трапециевидной формы для памятника. Бронзовый бюст был изготовлен на Ленинградском заводе «Монументскульптура» и доставлен в Рыбреку за несколько дней до открытия монумента.
Памятник Герою Советского Союза Анне Лисицыной был открыт в торжественной обстановке 18 октября 1959 года в дни работы Шелтозерской районной комсомольской конференции.
Впоследствии в некотором отдалении были установлены памятные мемориальные плиты погибшим в годы Советско-финской войны (1941—1944) партизанам-односельчанам. Мемориальный комплекс является центром официальных мероприятий в селе во время празднования памятных дат, связанных с Великой Отечественной войной.